# Hochgolling
Der Hochgolling ist ein Berg des Alpenhauptkamms an der Grenze zwischen dem Salzburger Lungau und der Steiermark, wobei sich der Gipfel im Bundesland Salzburg befindet. Mit einer Höhe von 2862 m ü. A. ist er der höchste Berg der Schladminger Tauern sowie der gesamten Niederen Tauern. Schaustück des allseits steil abfallenden und durch dunkles Gestein geprägten Berges ist seine rund 1000 Meter hohe Nordwand.

## Name
Der Name „Golling“ kann auf das Slawische golъ (kahl) zurückgeführt werden.

## Lage und Umgebung
Der Hochgolling erhebt sich auf den Gemeindegebieten von Göriach und Lessach im Salzburger Lungau sowie auf dem Gemeindegebiet von Schladming im steirischen Bezirk Liezen. Er ähnelt in seiner Form einer dreikantigen, oben abgestumpften Pyramide mit drei markanten Graten, die allseits in steile Bergflanken abfallen. Den größten Neigungswinkel hat der Berg dabei an seiner Nordseite mit der imposanten, rund 1000 Meter hohen Nordwand. Diese bildet mit dem Gollingwinkel den Talschluss des langgestreckten steirischen Untertals. Der Gollingwinkel wird durch den Alpenhauptkamm, der hier die Wasserscheide zwischen Mur und Enns bildet, eingefasst.
Der Nordwest-Grat des Hochgollings senkt sich in die scharfe Gollingscharte (2326 m) und verbindet den Hochgolling mit dem Zwerfenberg (2642 m) und Elendberg (2672 m). Der Nordost-Grat fällt bis in das Rottor (rund 2270 m) ab und zieht weiter über das Große Gangl (2602 m) zum Greifenberg (2618 m). Nach Süden entsendet der Hochgolling einen mächtigen Seitenkamm: Der Süd-Grat zieht über die Tramörtenscharte (2442 m) zur Weißhöhe (2659 m) und weiter zum formschönen Kasereck (2740 m). Dieser trennt das Lessachtal mit dem Lessachwinkel im Osten vom Göriachtal mit dem Göriachwinkel im Westen.

## Geologie
Der Hochgolling besitzt einen Sockel aus Paragneisen, der in 2400 bis 2500 Metern Höhe in einen plattig brechenden feldspatreichen rund 100 Meter mächtigen Amphibolit übergeht. Die Westflanke wird überdies auch zwischen 2200 und 2400 Metern Höhe von einem Amphibolitzug durchzogen. Der Gipfelbereich besteht aus helleren feinkörnigen Orthogneisen und Phylloniten.

## Touristische Erschließung
Die Erstbesteigung des Hochgollings im Jahr 1791 hielt der Tamsweger Arzt und Chronist Joseph Alois Vogt mit den knappen Worten „Am 8. August ist von mehreren Damsweegern der Hochgailling bestiegen worden“ in seinem Tagebuch fest. Dies wurde 1853 von Ignaz von Kürsinger in seiner Lungauer Chronik erstmals publiziert.
Im Jahre 1811 errichteten bayrische Vermessungsingenieure am Gipfel eine rund vier Meter hohe Steinpyramide, die sie auf der Salzburger Seite schwarz anstrichen. Besondere Beachtung fand die touristische Erstbesteigung des Hochgollings durch Erzherzog Johann am 28. August 1817. Hierzu wurde der Weg unter anderem vom Jäger Jakob Buchsteiner (Erstbesteiger des Torsteins) möglichst wegsam gemacht und im abschließenden schmalen Grat Stufen eingeschlagen.
Erstmals begangen wurde die Hochgolling-Nordwand im Abstieg von Josef Borde am 2. September 1897. Am 20. September 1921 durchstiegen Franz Herdlicka und Gefährten die Nordwand in ihrem zentralen Teil (Turnerbergsteigerweg, III). Zwei Jahre später folgten ihnen am 4. August 1923 Kurt Winzig und Richard Wagner auf noch direkterem Wege (Winzig-Wagner-Führe, IV) – nur sieben Wochen vor ihrem tödlichen Absturz in der Lugauer-Westwand.
Die Direkte Nordwand (V+) konnte am 8. September 1947 von Werner Hollomey und Helmuth Gruber erstbegangen werden.

## Anstiege
Der von Erzherzog Johann begangene Anstieg (Klassischer Weg) verläuft großteils durch die Nordwestflanke und bildet den heutigen Normalweg von der Gollingscharte auf den Gipfel (I). Dem geübten Wanderer bietet sich mit der Begehung des markierten Nordwestgrats (II) eine attraktive Alternative im Schlussanstieg. Zustiege zur Gollingscharte sind vom steirischen Untertal sowie vom Salzburger Göriachtal markiert. Mögliche Hüttenstützpunkte sind dabei die steirische Gollinghütte (1641 m) respektive die Salzburger Landawirseehütte (1985 m).

## Wegbeschreibung
Startpunkt für die Tour zum Hochgolling ist der Seeleiten Parkplatz am Talschluss des Untertales. Vom Almgasthaus Riesachfall wandert man zu Beginn entlang eines Forstweges durch ein Waldstück, und danach über eine Almwiese zur Unteren Steinwendalm. Vorbei an der Steinwendalm erreicht man den Laberer Boden - im kleinen Teich auf der Almwiese spiegelt sich der Hochgolling.
Es geht weiter der Forststraße entlang des Steinriesenbaches bis zur Talstation der Materialseilbahn Gollinghütte. Hier beginnt der Wanderweg zur Gollinghütte, bei welcher man die erste Rast einlegen kann. Der weitere Aufstieg erfolgt von der Gollinghütte am Weg Nr. 702 zunächst bis in den Gollingwinkel. Dieser grüne Wiesenfleck wird auf allen Seiten von düsteren, steil aufragenden Wänden eingerahmt.
Weiter auf der Markierung Nr. 702/778 über Schutthalden steil bergauf - hier sind teilweise lange in den Sommer hinein Rest-Schneefelder möglich. Im Zickzack führt ein schmaler Alpinsteig über Felsstufen bis zur Gollingscharte - ein guter Platz für eine Pause.
Von der Scharte gehts auf der linken Seite weiter - über diverse Felsschultern und Schrofenrinnen über die Westflanke zum Gipfel. Im letzten Anstiegsdrittel zweigt links der schwierige Anstieg über den Westgrat vom Normalweg (Historischer Weg) ab - er bietet einige leichte Kletterstellen. Zurück geht es auf demselben Weg.